# Horst Schlüter (Fußballspieler)
Horst Schlüter (* 2. August 1929) ist ein ehemaliger deutscher Fußballspieler. Von 1949 bis 1953 spielte er in Babelsberg im Erstligafußball. 

## Sportliche Laufbahn
Mit der SG Babelsberg wurde der 18-jährige Horst Schlüter 1948 Vizemeister in der Brandenburger Fußballmeisterschaft. Bei der 0:1-Endspielniederlage gegen die SG Cottbus-Ost war er als Linksaußenstürmer aufgeboten worden. 1949 gewannen die Babelsberger das Brandenburger Endspiel mit Schlüter auf der rechten Angriffsseite mit einem 2:1-Sieg über die BSG Franz Mehring Marga. Als Brandenburger Endspielteilnehmer qualifizierte sich die SG Babelsberg auch für die Ostzonenmeisterschaften 1948 und 1949, bei denen sie jedoch jeweils nach dem ersten Spiel ausschied. 
Mit der Teilnahme an der Ostzonenmeisterschaft waren die Babelsberger auch für die 1949/50 erstmals ausgetragene Fußball-Liga des Deutschen Sportausschusses (der späteren DDR-Oberliga) qualifiziert. In dem 14 Mannschaften umfassenden Feld wurde zum ersten Mal der Fußballmeister der im Laufe der Saison gegründeten DDR ermittelt. Die bisherige Sportgruppe Babelsberg trat unter der neuen Bezeichnung BSG Märkische Volksstimme an, dem Spielerkader gehörte auch wieder Horst Schlüter an. Er wurde vom 1. Spieltag an eingesetzt und stand zunächst in den ersten zwölf Ligaspielen stets als linker Außenstürmer in der Mannschaft. In der Rückrunde kam er nur noch in vier weiteren Punktspielen zum Einsatz. Auch in der Spielzeit 1950/51 konnte er die Saison nicht voll durchspielen, denn er kam erst am 15. Spieltag zu seinem ersten Einsatz in der nun als DDR-Oberliga bezeichneten Spielklasse. Danach absolvierte er alle Ligaspiele der Rückrunde und kam so bei insgesamt 34 Spielen auf 20 Begegnungen. War er 1950/51 nur zu zwei Toren gekommen, war er diesmal, auf beiden Flügeln stürmend, mit sieben Toren erfolgreich. In der Saison 1951/52 gelang ihm der Durchbruch zum Stammspieler, denn in den 36 Oberligaspielen fehlte er als Rechtsaußen nur dreimal und konnte sich auch mit sechs Punktspieltoren auszeichnen. 1952/53 verlor er seinen Stammspielerstatus wieder, denn er wurde nur zwischen dem 13. und 21. Spieltag nur in acht Oberligabegegnungen aufgeboten. Dabei konnte er nur einen Treffer erzielen. 
Aufgrund dieser ernüchternden Situation und unter dem Eindruck des Volksaufstandes vom 17. Juni 1953 kehrte Schlüter im Sommer zusammen mit seinen Eltern 1953 der DDR den Rücken und ließ sich in West-Berlin nieder. Dort schloss er sich dem Berliner Vertragsligisten-Aufsteiger Hertha 03 Zehlendorf an. Noch in den 1950er-Jahren musste er wegen einer schweren Verletzung seine Karriere als Fußballspieler beenden.  